# Brasilseg
Brasilseg é uma empresa da BB Seguros, holding que concentra os negócios de seguros do Banco do Brasil. 
A Brasilseg atua nos ramos de vida, habitacional, rural e massificados (residencial, empresarial e condomínio), com produtos comercializados nas agências do BB e em seus canais digitais. Atualmente, ocupa o 8º lugar no ranking geral das seguradoras brasileiras.
Sua sede fica localizada no bairro do Brooklin Paulista, na cidade de São Paulo, e sua Central de Relacionamento e Negócios, na cidade de Franca (SP).

## Origem
A empresa é resultado da parceria estratégica firmada em 2010 entre a BB Seguros e o Grupo Mapfre, parceria esta que foi reestruturada em 2018. A BB Seguridade detém, por meio da BB Seguros, participação de 74,99% no capital total da Brasilseg, mantendo 100,00% das ações preferenciais. Por sua vez, a Brasilseg é detentora da totalidade das ações das seguintes sociedades:
- Companhia de Seguros Aliança do Brasil S.A. - seguradora que atua nos ramos de seguros de vida, prestamista, habitacional e rural, distribuídos no canal bancário, bem como em DPVAT; e
- Aliança do Brasil Seguros S.A. - seguradora que atua na subscrição de riscos de seguros residenciais, empresariais e massificados por meio do canal bancário, bem como em DPVAT. [2]

## Presidência
No dia 1 de setembro de 2020, a Brasilseg anunciou Rodrigo Caramez como seu novo presidente. O executivo recebeu a missão de dar continuidade e acelerar o processo de transformação digital da seguradora. Com foco na jornada do cliente, ficou responsável por liderar a estratégia de inovação da empresa.
Com experiência de trinta anos no mercado financeiro no Brasil e no exterior, Caramez chega à Brasilseg vindo da Marsh Brasil, empresa global de corretagem de seguros e gerenciamento de riscos, onde atuou como chefe executivo e diretor de operações por mais de dois anos. No mercado financeiro, atuou em bancos de varejo e corporativos, ocupando diversas posições executivas nas áreas comerciais, produtos, operações e risco. Possui vasto conhecimento em transformação organizacional, considerando clientes, pessoas e processos. O executivo substituiu Ivandré Montiel da Silva.